# اندری فدورنکو
اندری فدورنکو (اوکراینی: Андрій Степанович Федоренко؛ زادهٔ ۹ ژانویهٔ ۱۹۸۴) بازیکن فوتبال اهل اوکراین است.
از باشگاه‌هایی که در آن بازی کرده‌است می‌توان به باشگاه فوتبال کریفباس کریفیی ریه، باشگاه فوتبال شینیک یاروسلاول، باشگاه فوتبال آتیراو، باشگاه فوتبال چورنومورتس اودسا، و باشگاه فوتبال استال کامیانسکه اشاره کرد.